# I ветеранская ала фракийцев
I ветеранская стрелковая ала фракийцев (лат. Ala I Thracum sagittariorum veteranorum) — вспомогательное подразделение армии Древнего Рима.
Исходя из имен рядовых солдат, служивших в этом подразделении, можно сделать вывод, что возможно, ала дислоцировалась в Верхней Паннонии до переброски в Нижнюю Паннонию. Ряд дипломов, относящихся к периоду 139-167 годов, подтверждают её пребывание в этой провинции, где она все ещё находилась в правление императоров Каракаллы (или Гелиогабала) и Александра Севера. Последняя запись, упоминающая алу, датирована 251 годом. В 150 году ала вернулась из Мавретании, где находилась некоторое время.